# Sudanische Rüstung
Die Sudanische Rüstung war eine Schutzwaffe aus dem Sudan.

## Beschreibung
Die Sudanische Rüstung besteht aus Stahl, sie ist eine Kettenrüstung und wie ein Hemd gearbeitet. Die Rüstung läuft bis unterhalb der Kniegelenke und schützt Brust, Rücken und Arme. Unterhalb der Hüften ist sie vorn und hinten geschlitzt, um ein bequemeres Reiten zu gewährleisten. Auf der Brust und auf den Schultern sind runde Plaketten aus Silber eingearbeitet, die mit dem Siegel Salomos verziert sind. Der Halsausschnitt ist mit Leder gepolstert. Der dazugehörige Helm ist halbrund gearbeitet und besitzt eine verstellbare Nasenschiene, die je nach Bedarf vor das Gesicht oder zum Helm hinauf geschoben werden kann. Unter dem Helm wird eine dicke, gesteppte Helmkappe getragen, die bis auf die Schultern hängt. Diese Rüstungen sind meist türkischer oder persischer Herkunft, sie wurden bis in das 20. Jahrhundert benutzt. Das hier beschriebene Exemplar wurde nach der Schlacht von Omdurman einem Anhänger des Mahdi abgenommen.